# Malampa
Malampa è una provincia di Vanuatu costituita dalle tre isole principali di Malakula, Ambrym e Paama di cui il nome della provincia è un acronimo.  Include numerose altre isole minori, tra le quali Uripiv, Norsup, Rano, Wala, Atchin e Vao, oltre all'isola vulcanica di Lopevi (attualmente disabitata). Possedeva una popolazione di 36 100 abitanti e una superficie di 2779 km². La capitale è Lakatoro.